# Indre (matematik)
 For alternative betydninger, se Indre (flertydig). (Se også artikler, som begynder med Indre)
I matematikken består det indre af en mængde S af alle de elementer i S, som, intuitivt, "ikke ligger på randen af S". Et punkt, der ligger i det indre af S kaldes et indre punkt.
Det ydre af en mængde det indre af mængdens komplement; det består af alle punkter, der ikke ligger i mængden eller på dens rand.
Begrebet "det indre af en mængde" er et topologisk koncept; det er ikke defineret for alle mængder, men det er defineret for mængder, der er delmængder af et topologisk rum. Det er på mange måder dualt til begrebet afslutning; specielt er de to begreber duale i kategoriteoretisk forstand.

## Definitioner

### Indre punkt
Den ofte anvendte generelle definition for delmængder af topologiske rum er en generalisering af hvad man forstår ved begrebet i euklidisk rum:
Hvis S er en delmængde af euklidisk rum, er x et indre punkt i S, hvis der findes en åben kugle centreret i x, som er helt indeholdt i S – radius af kuglen, som afhænger af punktet x, kan være vilkårligt lille, men stadigt positiv, hvis x ligger nær randen af S. Se den første række eksempler i det følgende afsnit.
Dette lader sig generalisere til delmængder S af metriske rum X som følger. Hvis X er et metrisk rum med en metrik d, kaldes x et indre punkt i S, hvis der findes et r > 0, så y ligger i S, når afstanden d(x, y) < r. Med andre ord kræves igen, at der om det indre punkt skal kunne findes en åben kugle (af radius r), som er helt indeholdt i S.
Denne definition kan igen generaliseres til topologiske rum ved at erstatte "åben kugle" med "omegn": Lad S være en delmængde af et topologisk rum X. Da kaldes x et indre punkt i S, hvis der findes en omegn af x, der er helt indeholdt i S. Bemærk at denne definition ikke afhænger af, om omegne kræves at være åbne, som det er tilfældet i nogen litteratur. Hvis omegne ikke kræves at være åbne, vil S automatisk være en omegn af x, hvis S indeholder en omegn af x.

### Det indre af en mængde
Det indre af en mængde S er mængden af alle indre punkter i S. Det indre af S betegnes int(S), Int(S) eller So. Det har følgende egenskaber.
- int(S) er en åben delmængde af S.
- int(S) er foreningen af alle åbne delmængder af S.
- int(S) er den største åbne delmængde af S. Her er en mængde større end en anden, hvis den indeholder den anden.
- En mængde S er åben hvis og kun hvis S = int(S).
- int(int(S)) = int(S) (idempotens).
- Hvis S er en delmængde af T, er int(S) en delmængde af (T).
- Hvis A er en åben mængde, er A en delmængde af S hvis kun hvis A er en delmængde af int(S).

Både den anden og tredje egenskab i det ovenstående er karakteriserende for det indre, og bruges i nogen litteratur som definitionen på det indre.
Alle disse egenskaber er stadig opfyldt, hvis "indre", "er delmængde af", "forening", "største" og "åben" udskiftes med henholdsvis "afslutning", "indeholder", "snit", "mindste" og "afsluttet", hvilket afspejler dualiteten mellem det indre og afslutningen.

## Eksempler
- I ethvert rum er det indre af den tomme mængde den tomme mængde. Det følger direkte af definitionen, da den tomme mængde ingen indre punkter har: Indre punkter i en mængde er specielt elementer i mængden.
- I ethvert rum X er int(X) indeholdt i X. Dette følger ligeledes af, at indre punkter i en mængde er elementer i mængden.
- Hvis X er det euklidiske rum R af reelle tal, er det indre af det lukkede enhedsinterval det åbne enhedsinterval; int([0,1]) = (0,1). Dette følger af den ovenfor givne definition: Hvis x er et punkt i (0,1), vil kuglen (intervallet) med radius min(x,1 − x) om x være helt indeholdt i [0,1], hvilket betyder, at x er et indre punkt. Hvis omvendt x er lig 0 eller 1, vil en hvilken som helst kugle om x indeholde punkter, der ligger uden for intervallet. De indre punkter i [0,1] er altså præcis elementerne i (0,1).
- Hvis X er R, er det indre af mængden Q af rationale tal den tomme mængde: Ingen rationale tal kan være indre punkter, da der i en vilkårlig kugle om et rationalt tal vil eksistere tal, som ikke er rationale.

- Hvis X er R² og {\displaystyle S=\{x\in \mathbb {R} ^{2}:\lVert x\rVert \geq 1\}}, er {\displaystyle {\mbox{int}}(S)=\{x\in \mathbb {R} ^{2}:\lVert x\rVert >1\}}; her betegner || ⋅ || normen i R². Se illustrationen til højre. Givet et punkt x med || x || > 1, vil kuglen med radius || x || − 1 og centrum x være helt indeholdt i S. Hvis omvendt y er et punkt med || y || = 1, vil en hvilken som helst kugle med centrum y indeholde punkter med norm skarpt mindre end 1 og altså indeholde punkter, som ikke ligger i S.
- I et hvilket som helst euklidisk rum Rn (n > 0) er det indre af en endelig mængde den tomme mængde. Dette skyldes, at en kugle med centrum i et af den endelige mængdes elementer vil indeholde uendeligt mange punkter fra Rn og dermed nødvendigvis punkter, der ikke ligger i den endelige mængde.

Anderledes forholder det sig i eksemplerne ovenfor, hvis R udstyres med en anden topologi.
- Hvis R betragtes med den diskrete topologi, hvor alle delmængder er åbne, gælder int([0,1]) = [0,1]. Dette er et resultat af, at den i definitionen af et indre punkt krævede omegn af et givet punkt kan vælges til at være etpunktsmængden bestående af punktet selv.
- Hvis R udstyres med den trivielle topologi hvor de eneste åbne mængder er den tomme mængde og R selv, vil int([0,1]) være den tomme mængde: Den eneste omegn af et givet punkt er hele R, som indeholder punkter, der ikke ligger i [0,1].

Disse to sidste eksempler lader sig umiddelbart generalisere, idet argumenterne ikke benytter strukturen i R.
- I et topologisk rum med den diskrete topologi vil enhver mængde pr. definition være åben og lig sit indre.
- I et topologisk rum X med den trivielle topologi er int(X) = X og enhver ægte delmængde har tomt indre.

## Det ydre af en mængde
Det ydre af en delmængde S af et topologisk rum X, som betegnes ext(S) eller Ext(S), er det indre int(X\S) af mængdens komplementærmængde. Ækvivalent kan det ydre defineres som komplementet til afslutningen af mængden. Det ydre opfylder blandt andet følgende egenskaber:
- ext(S) er en åben mængde, der snitter tomt med S.
- ext(S) er foreningen af alle åbne mængder, der snitter tomt med S.
- ext(S) er den største åbne delmængde der snitter tomt med S.
- Hvis S er en delmængde af T, vil ext(S) indeholde ext(T).
- ext(ext(S)) indeholder int(S).

## Ekstern henvisning
- Interior på PlanetMath